# Hymn (wiersz Juliusza Słowackiego 1836)
Hymn o zachodzie słońca na morzu (inc. Smutno mi, Boże!) – wiersz autorstwa Juliusza Słowackiego, napisany 19 października 1836 niedaleko Aleksandrii. Jest jednym z najbardziej znanych wierszy polskich.

## Charakterystyka
Hymn ten stanowi rozmowę z Bogiem. Wykorzystano w nim motywy nieskończoności wszechświata i pochwały Boga. Zawiera wyobrażenie człowieka w rozumieniu romantycznym: tułającego się pielgrzyma, samotnego i przemijającego. Wiersz składa się z 8 sekstyn z refrenem (Smutno mi, Boże!). Zawiera elementy elegii. Autor zmniejszył typowo hymniczny dystans między podmiotem lirycznym a adresatem, wiersz stanowi więc pewnego rodzaju osobistą skargę.
Hymn ten miał wpływ na poezję m.in.: Jana Kasprowicza, Marii Konopnickiej, Antoniego Słonimskiego, Cypriana Kamila Norwida, Wiktora Gomulickiego, Kornela Ujejskiego, Kazimierza Tetmajera.
Został przetłumaczony na wiele języków: angielski, bułgarski, chorwacki, czeski, fiński, francuski, hebrajski, rosyjski, serbski, szwedzki, ukraiński, węgierski, włoski.